# Gaspar Guimarães

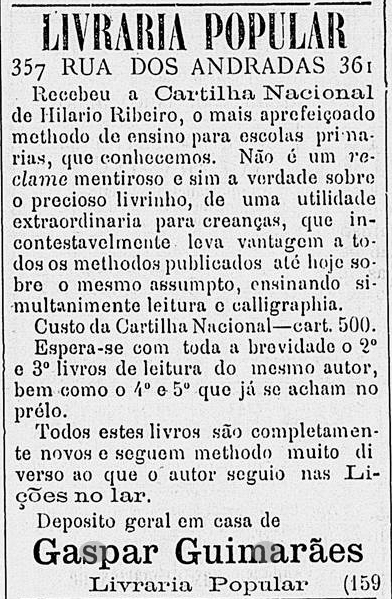
Publicidade da Livraria Popular de Gaspar Guimarães.

Gaspar Eduardo da Costa Guimarães (Portugal, c. 1850) foi um jornalista, político e literato luso-brasileiro.
Nasceu em Portugal, onde se envolveu na política. Participando do movimento republicano, foi obrigado a exilar-se. Fixou-se em Porto Alegre, onde trabalhou como livreiro, jornalista e contabilista. Foi redator do jornal A Federação, órgão do Partido Republicano Rio-Grandense e um dos principais periódicos do estado. Em 1885 estava entre os fundadores do Clube Bento Gonçalves, de orientação republicana, do qual foi tesoureiro. Em 1892 participou da fundação do Centro Republicano, assumindo a 1ª secretaria. Segundo notícia n'A Federação, o Centro contou com a adesão da elite republicana da capital e sua inauguração teve a presença do presidente da província Júlio de Castilhos. No mesmo ano foi contratado pelo governo para fornecer alimentação e transporte para os colonos estrangeiros que afluíam à província. Em 1893 assumiu a redação da Folha Nova. Em 1908 trabalhava para o governo como contabilista do Serviço de Desinfecção da Diretoria de Higiene, e no ano seguinte acumulava o cargo de fiscal da Diretoria. Pouco depois foi transferido para a fiscalização dos fumos de exportação, onde atuou até 1921.
Militante da causa operária, foi colaborador do jornal O Trabalho. Foi capitão da Guarda Nacional, membro da loja maçônica Regeneração e 1º secretário de sua associação beneficente, membro da Irmandade do Rosário e 1º secretário da Beneficência Portuguesa.
Segundo Aquiles Porto Alegre, sua livraria foi "uma das mais importantes e seletas do seu tempo". Mansueto Bernardi disse que era "muito afeiçoado às letras, [...], foi membro do Partenon Literário e em 1872 pertenceu mesmo à sua diretoria, no caráter de bibliotecário-adjunto". Atuou também como tesoureiro. Embora não tenha publicado nada na revista do grêmio, foi um sócio muito ativo, costumava declamar poesias de sua autoria nos saraus do grupo, e devido à importância desta sociedade, reunindo os principais literatos, jornalistas, educadores e intelectuais da época, no entendimento da pesquisadora Cássia Macedo da Silveira sua participação "é um indicativo de seu lugar entre a intelectualidade da província".
Se na revista do Partenon não deixou traços, publicou em outros periódicos da época, colaborando na revista O Telefone e na revista A Lente, na qual foi epigramista e humorista, "em cujo estilo é bastante patente a verve portuguesa", de acordo com a apreciação de Athos Damasceno. Foi um apoiador da carreira literária de seu filho, o importante poeta Eduardo Guimarães, e financiou a publicação do seu livro Caminho da vida em 1908.